# Puelia
Puelia, rod trajnica, jednosupnica iz potporodica Puelioideae čiji je jedini predstavnik rod Puelia, smješten u tribus Puelieae.
Postoji pet vrsta raširenih po tropskoj Africi.  Ime dolazi po rodu Atractocarpa, sinonim za rod Puelia.

## Vrste
1. Puelia ciliata Franch.
2. Puelia coriacea Clayton
3. Puelia dewevrei De Wild. & T.Durand
4. Puelia olyriformis (Franch.) Clayton
5. Puelia schumanniana Pilg.